# The Voice (журнал)
The Voice Mag, сокращённо The Voice, ранее Cosmopolitan, — российский женский журнал, основанный в 1994 году как российская версия журнала Cosmopolitan и являющийся флагманским изданием издательского дома Independent Media.

## История
Журнал был создан как российская версия американского журнала Cosmopolitan в 1994 году. Первое время у журнала было два главных редактора — Елена Мясникова и Элен Фербек.
В 2005—2011 годах журнал брал до 80 % фотографий из американской и английской версий.
10 марта 2022 года из-за вторжения России на Украину американский медиаконгломерат Hearst Corporation прекратил сотрудничество с Россией и отозвал лицензию у компании Independent Media. 11 мая 2022 журнал был перезапущен под названием The Voice и с той же командой, что работала в российской версии Cosmopolitan. По мнению Мясниковой, новое название плохо подходит женскому журналу, поскольку звучит как общественно-политическое. По мнению дизайнера Натальи Рябовой, новый логотип яркий и стильный, но круглые буквы «О» и «С» напоминают женскую грудь. 27 сентября 2022 года вышел первый номер под новым названием.
До 2022 года 80 % рекламодателей были западными, а на февраль 2023 года 65 % рекламодателей стали российскими. На место компаний, продающих западную люксовую продукцию, пришли компании из российского госсектора.
В 2023 году аудитория журнала выросла: февральская — с 3,9 млн в 2022 году до 4,8 в 2023 году, сентябрьская — с 3,4 млн в 2022 году до 5,3 млн в 2023 году. Средняя месячная аудитория по итогам первых 9 месяцев составила 6 млн человек.

## Главные редакторы
- 1994—2005: Елена Мясникова и Эллен Фербейк
- 2005—2006: Яна Лепкова и Елена Васильева
- 2006—2011: Елена Васильева[6]
- 2011—2014: Александра Баданина[7][8]
- 2014—2017: Полина Сохранова
- 2017—2020: Алена Пенева
- 2020—н. в.: Екатерина Великина[9]